# Téri Árpád
Téri Árpád (névváltozatai: Téry Árpád, Théri Árpád, Téri Arvéd, Tári Arvéd (Árvéd)) (Budapest, Ferencváros, 1916. május 25. – Budapest, 1982. december 4.) magyar színész, rendező, színházigazgató. Téri Sándor édesapja, Hotti Éva férje.

## Életrajza
Téri Tihamér (1888–1964) vegyészmérnök és Szobovits Olga fiaként született. A Színművészeti Akadémián szerezte diplomáját 1937-ben. 1942-ig szegedi, miskolci, győri és kassai társulatoknak volt a tagja. Ezt követően katonáskodott, majd hadifogságba került. 1948-ban lett a Nemzeti Színház tagja. 1950-től igazgatta a debreceni Csokonai Színházat, társulatát kiválóan megszervezte, számos fiatal tehetséget fedezett fel, kitűnő előadásokat láthatott a közönség. Az ő idején a színházban játszott Soós Imre, Mensáros László, Márkus László és Latinovits Zoltán. 1957-től a Madách Színház igazgatója volt, 1958-tól a Nemzeti Színháznál játszott, 1963-tól a szolnoki Szigligeti Színház főrendezője lett. 1965-től egészen haláláig a József Attila Színház szerződtette mint színészt. Színházvezetőként és szervezőként, valamint rendezőként is jelentős munkásságot tudhatott magáénak. Kiváló megformálója volt nagyobb jellemszerepeknek, vígjátéki figuráknak és epizódszerepeknek is.
A Színházi adattárban regisztrált bemutatóinak száma: színész-83, rendező-19 , ugyanitt tizennyolc színházi felvételen is látható.

## Emlékezete
Mensáros László „Téri Árpád emlékére” néven tett alapítványt egy bronz mellszobor felállítására a debreceni Csokonai Színház mellett. A szobor Török Richard pályaműve, melyet a színház fennállásának 125. évfordulója alkalmából állítottak fel a színház előtti téren.
- OSZMI emlékoldal

## Fontosabb színházi szerepei
- Bánk bán, Mikhál bán (Katona József: Bánk bán)
- Jago (William Shakespeare: Othello)
- von Walter kancellár (Schiller: Ármány és szerelem)
- Don Pedro, Ferenc barát (Shakespeare: Sok hűhó semmiért)
- Kólisch, ügyvéd (Fejes Endre: Rozsdatemető)
- Kossuth (Illyés Gyula: Fáklyaláng)
- Otto Frank (Goodrich-Hackett: Anna Frank naplója)
- Babtista (Shakespeare: Makrancos hölgy)
- Basilio (Beaumarchais: Figaro házassága)
- Kimball tiszteletes (Bertolt Brecht: Koldusopera)
- Medvegyev (Gorkij: Éjjeli menedékhely)
- Kent gróf (William Shakespeare: Lear király)
- Pickering ezredes (G. B. Shaw: Pygmalion)

## Fontosabb rendezései
- Shakespeare: Hamlet
- Schiller: Ármány és szerelem
- Shakespeare: Szentivánéji álom
- Molière: A nők iskolája
- Fényes Samu: Mátyás

## Filmjei
- Mint oldott kéve (filmsorozat, 1982)
- Robog az úthenger (filmsorozat, 1976)
- Sakk, Kempelen úr! (filmsorozat, 1976)
- Megtörtént bűnügyek (filmsorozat, 1976)
- Az Elnökasszony (1975)
- Utazás Jakabbal (1972) vizsgabizottság elnöke
- Volt egyszer egy család (1972) Soproni polgár
- Egy óra múlva itt vagyok… (filmsorozat, 1971) Nyilas bíró
- Hét tonna dollár (1971) Autógyáros
- Utazás a koponyám körül (1970) Orvos
- Gyula vitéz télen-nyáron (1970) Dezső, színész
- Tizennégy vértanú (1970)
- Isten és ember előtt (1968) Lakásügyi előadó
- Bors (filmsorozat, 1968)
- Egy szerelem három éjszakája (1967)
- Büdösvíz (1966)
- Asszony a telepen (1963)
- Katonazene (1961) Palatinszky báró
- Csutak és a szürke ló (1961)
- Merénylet (1959)
- Pár lépés a határ (1959)
- Szegény gazdagok (1959) Lapossa János
- Álmatlan évek (1959)
- Szent Péter esernyője (1958) Gregorics fivére